# Aitor Sanz
Aitor Sanz Martín (San Agustín del Guadalix, 13 de septiembre de 1984) es un futbolista español. Juega como centrocampista y su equipo es el C. D. Tenerife de la Primera Federación, tercera categoría del fútbol español.

## Trayectoria

### Inicios
Llegó a las categorías inferiores de la U. D. San Sebastián de los Reyes procedente de las categorías inferiores del C. F. San Agustín del Guadalix y debutó en el primer equipo del mismo club en 2002, en el Grupo VII de la Tercera División, donde consiguió el ascenso a la Segunda División B de España disputando un total de 21 partidos. Tras tres temporadas más en la U. D. San Sebastián de los Reyes disputando 97 partidos, el jugador madrileño fichó por el Zamora C. F. para jugar las temporadas 2006-07 y 2007-0&8 (durante esta última temporada jugó la fase de ascenso a la Segunda División de España.
Sus buenas actuaciones y su experiencia en la categoría provocaron que el Real Unión de Irún ofreciera un contrato al jugador para la temporada 2008-09, contrato que el jugador aceptó. Tras una fabulosa temporada del club vasco, durante la cual logró el ansiado ascenso a la Liga Adelante y eliminó al Real Madrid C. F. de la Copa del Rey, el club irundarra ofreció la renovación a Aitor y este aceptó la propuesta, pues le suponía disputar una temporada en la Liga Adelante. Finalmente, el jugador disputó 27 partidos y no marcó ningún gol. Tras el descenso del Real Unión de Irún, el 16 de julio de 2010 el Real Oviedo anunciaba en su página web el fichaje del centrocampista madrileño. En su primera temporada como jugador del Real Oviedo disputó un total de 27 encuentros y sus buenas actuaciones le brindaron la posibilidad de firmar un nuevo contrato que se prolongó hasta 2013. 
El 28 de junio de 2013 rescindió unilateralmente su contrato con el Real Oviedo y fichó por el CD Tenerife.
Actualmente, sigue formando parte del club isleño, en el cual suma la friolera cantidad de más de 350 partidos, pasando a ser uno de los jugadores más importantes de la entidad.

## Clubes
Actualizado al último partido jugado el 25 de marzo de 2018.
| Club                                       | País   | División                   | Años      | Partidos | Goles |
| ------------------------------------------ | ------ | -------------------------- | --------- | -------- | ----- |
| Unión Deportiva San Sebastián de los Reyes | España | Tercera División de España | 2002-2003 | 21       | 0     |
| Unión Deportiva San Sebastián de los Reyes | España | Segunda División B         | 2003-2006 | 97       | 1     |
| Zamora Club de Fútbol                      | España | Segunda División B         | 2006-2008 | 67       | 6     |
| Real Unión de Irún                         | España | Segunda División B         | 2008-209  | 26       | 1     |
| Real Unión de Irún                         | España | Segunda División A         | 2009-2010 | 27       | 0     |
| Real Oviedo                                | España | Segunda División B         | 2010-2013 | 100      | 4     |
| CD Tenerife                                | España | Segunda División           | 2013-     | 357      | 12    |